# Burrowsia
Burrowsia is een monotypisch geslacht van korstmossen behorend tot de familie Caliciaceae. Het bevat alleen Burrowsia cataractae.